# Colleen Foy
Colleen Foy est une actrice américaine née un 14 octobre à Milwaukee dans le Wisconsin.

## Filmographie

### Cinéma
- 2007 : There Will Be Blood : Mary Sunday adulte
- 2009 : Impressions : Marilyn
- 2010 : Dozers : Darla
- 2010 : Timberlove
- 2010 : Sassy Gay Friend: Hamlet : Ophelia
- 2011 : Hollywoo : la belle physionomiste
- 2012 : Meant to Be : Becky
- 2012 : …Identity Crisis: Chapter 4 - Sign Abuse : Danielle
- 2013 : No Ordinary Hero: The SuperDeafy Movie : Emily
- 2013 : …Identity Crisis. : Danielle
- 2013 : Out of the Blue : Francine
- 2014 : The Young Parking Attendant : Fiona
- 2015 : The Last Words : Rachel
- 2016 : The Big Plunge : Hilda
- 2018 : Frank and Lola : Lola
- 2018 : A Different Time : Mme Daniels
- 2019 : Extracurricular Activities : Chrissy
- 2020 : Green Cobra : Green Cobra
- 2022 : Blonde : Pat
- 2023 : À l'horizon : Sarah
- 2025 : By the Soles of Our Feet : la jolie fille

### Télévision
- 2005 : 1, rue Sésame (3 épisodes)
- 2007 : Esprits criminels : Tracey Lambert (1 épisode)
- 2008 : Cold Case : Affaires classées : Emma Walker (1 épisode)
- 2008 : Swingtown : Sherry (1 épisode)
- 2011 : Castle : Lauren Goldberg (1 épisode)
- 2012 : The Client List : Maxine
- 2012 : Franklin and Bash : Annabelle Brady (1 épisode)
- 2012 : Ro : l'hôtesse (6 épisodes)
- 2014 : Switched : SAT Proctor (1 épisode)
- 2014 : Mi$Match : Lily
- 2014-2015 : Ever After High : Holly O'Hair (6 épisodes)
- 2015 : Bones : Brandy (1 épisode)
- 2015 : Les Experts : Cyber : Marie la pharmacienne
- 2015 : Amour, Gloire et Beauté : Ana (2 épisodes)
- 2017 : Shut Eye : Annette (1 épisode)
- 2018 : Code Black : Melanie Kaufman (1 épisode)
- 2018 : Strange Angel : Cassandra
- 2018-2019 : This Close : Taylor (4 épisodes)
- 2020 : Tacoma FD : l'interprète en langage des signes (1 épisodes)
- 2020-2021 : Grey's Anatomy : Station 19 : Inara (14 épisodes)
- 2021 : 9-1-1: Lone Star : Whitney (1 épisode)
- 2022 : Code Quantum : Magda Pardo (2 épisodes)
- 2023 : The Rookie : Le Flic de Los Angeles : Amanda Vargas (1 épisode)
- 2023 : Chicago Med : Sandy Rogers (1 épisode)
- 2024 : La Défense Lincoln : Amber Dell (1 épisode)
- 2025 : The Hunting Party : Brenda Lowe (1 épisode)